# 生物膜

磷脂在水中形成的结构切面图

生物膜（biological membrane，biomembrane）是对生物体内所有膜结构的统称。它是一层封闭的、有分隔作用的膜，在生物体中担任选择透过性屏障。细胞膜是生物膜的一种，通常由磷脂双分子层组成，其上带有内在膜蛋白或外周膜蛋白，这些膜蛋白用于运输化学物质与离子。膜上的大量脂质给蛋白质提供了旋转运动及横向扩散的流体环境。细胞膜不应与细胞层叠而成的、具有分隔功能的组织混淆，如黏膜和基底膜。
生物膜可分为：
- 细胞膜
- 细胞器膜
- 核膜
- 突触小泡膜

## 功能
生物膜的功能如下：
- 界定一块封闭的空间，使膜内部能够维持一种与外界不同的生化环境。例如，过氧化物酶体周围的膜将其余细胞与过氧化物（一种对细胞有毒性的化学物质）隔离开来，而细胞膜则将细胞与周边环境隔离开来。过氧化物酶体是细胞中的一种液泡，用于容纳细胞内化学反应的副产物。多数细胞器周围都有这样一层膜，有这种膜的细胞器被称为「膜结合细胞器」。
- 作为代谢反应的场所。
- 通过膜表面的受体感知信息。
- 控制物质的进出。例如，选择透过性、主动运输、协助扩散等。
- 免疫特性的表达。

生物膜的功能还有许多，而生物体内能量转换（如光合作用）所需的关键酶通常都位于膜上。

### 选择透过性
生物膜的重要特点之一是选择透过性。选择透过性是指一个原子或分子能否透过生物膜取决于这个原子或分子的大小、带电情况及其他化学性质。细胞膜之所以能将细胞或细胞器与外界环境有效分隔开来，就是因为选择透过性。生物膜也具有特定的力学或弹性性质，使得它们能够移动或改变形状。
一般来讲，小的疏水分子可以通过自由扩散轻而易举地穿过磷脂双分子层。
有些粒子是细胞正常工作所需，但又无法自由扩散穿过细胞膜，这些粒子就通过膜运输蛋白或胞吞作用进入细胞。